# Angelos Basinas
Angelos Basinas (pronunciado Basinás; nacido en Chalkida, Grecia, el 3 de enero de 1976) es un exfutbolista griego. Jugaba como centrocampista.

## Biografía

### Panathinaikos FC
Basinas inició su carrera deportiva en el Panathinaikos FC, en el club griego jugó desde 1995 hasta 2005, toda una década. En septiembre de 2005, tras una lesión, el entrenador decidió apartar a Basinas del equipo, llevaba hasta entonces 199 partidos con el Panathinaikos.

### RCD Mallorca
Tras muchos rumores en invierno de 2006, muchos clubes querían a Basinas, Olympiacos FC, Everton FC, AEK de Atenas, Birmingham City o RCD Mallorca se lo rifaban, finalmente este último incorporó al jugador griego. En lo restante de la temporada 2005/06, Basinas hizo un gran papel, siendo pieza clave del equipo para salvarse del descenso, a la temporada siguiente el club se clasificó para la Copa de la UEFA. El Mallorca rescindió su contrato en julio de 2008.

### Portsmouth FC
En febrero de 2009, el Portsmouth FC confirmó la incorporación de Basinas por 18 meses, hizo su debut en un partido contra el Liverpool FC, sin embargo, con el despido del entrenador Adams, el nuevo entrenador decidió relegar a Basinas a la suplencia. Con la llegada de Avram Grant, Basinas declaró querer seguir jugando en el club. Con el Portsmouth, Basinas llegó a la final de la FA Cup que perdería contra el Chelsea FC.

### Arles-Avignon
Tras el descenso del Portsmouth, Basinas se desvinculó del club y fichó por el AC Arles-Avignon, recién ascendido a la Ligue 1 francesa, donde también jugaba su compatriota Angelos Charisteas, pero el contrato fue roto solo dos meses después de firmarse.

## Selección nacional
Ha sido internacional con la Selección de fútbol de Grecia, ha jugado 100 partidos internacionales y ha anotado 7 goles. Fue campeón de la Eurocopa 2004 disputada en Portugal, marcando un gol de penal ante Portugal en primera fase, en la victoria helénica por 2-1.

### Participaciones Internacionales
| Mundial                   | Sede            | Resultado    |
| ------------------------- | --------------- | ------------ |
| Eurocopa 2004             | Portugal        | Campeón      |
| Copa Confederaciones 2005 | Alemania        | Primera fase |
| Eurocopa 2008             | Austria y Suiza | Primera fase |

## Clubes
| Club             | País       | Año       |
| ---------------- | ---------- | --------- |
| Panathinaikos FC | Grecia     | 1995-2005 |
| Real Mallorca    | España     | 2006-2008 |
| AEK Atenas FC    | Grecia     | 2008-2009 |
| Portsmouth FC    | Inglaterra | 2009-2010 |
| AC Arles-Avignon | Francia    | 2010      |

## Palmarés

### Copas internacionales
| Título   | Club   | País     | Año  |
| -------- | ------ | -------- | ---- |
| Eurocopa | Grecia | Portugal | 2004 |

(*) Incluyendo la selección